# Довге (Хвастовицький район)
Довге (рос. Долгое) — село в Хвастовицькому районі Калузької області Російської Федерації.
Населення становить 0 осіб. Входить до складу муніципального утворення Село Слобода.

## Історія
Від 2004 року входить до складу муніципального утворення Село Слобода

## Населення
| 2002 | 2010 |
| ---- | ---- |
| 9    | ↘0   |